# Michail Achmanov
Michail Achmanov (rusky Михаил Ахманов) je pseudonym ruského spisovatele, překladatele a fyzika Michaila Sergejeviče Nachmansona (rusky Михаил Сергеевич Нахмансон, 29. května 1945, Leningrad, RSFSR, Sovětský svaz – 10. ledna 2019, Petrohrad, Rusko). Věnoval se zejména žánru science fiction.
Absolvent fyzikální fakulty Petrohradské státní univerzity. V roce 1998 se stal členem Svazu spisovatelů města Petrohrad.

## Literární dílo (výběr)
- Патроны не кончаются никогда (2008), česky v roce 2011 pod titulem Náboje nikdy nedojdou
- Страж фараона (2001), česky v roce 2017 jako e-kniha Strážce faraonů
- Кононов Варвар (2003)

Ve spolupráci s americkým spisovatelem Harrym Harrisonem
- Мир смерти. Недруги по разуму, 2001 – 10. díl série Planety smrti, Sedmá planeta smrti